# Anadara tuberculosa
Anadara tuberculosa är en musselart som först beskrevs av G. B. Sowerby år 1833.  Anadara tuberculosa ingår i släktet Anadara och familjen Arcidae. Inga underarter finns listade i Catalogue of Life.